# Église Saint-Dimitri-de-Prilouki-sur-Navoloke
L'église Saint-Dimitri-de-Prilouki-sur-Navoloke ou église Saint-Dimitri-Priloutski-le-Thaumaturge (en russe : Церковь святого Димитрия на Наволоке) est une église orthodoxe de la ville de Vologda, érigée en 1651. C'est une des plus anciennes églises de Vologda. Des fresques du XVIIIe siècle y sont conservées. Le complexe est composé de deux églises contiguës, l'une froide dédiée à Saint Dimitri de Prilouki, l'autre chauffée surmontée d'une coupole et dénommée église de la Dormition. Toutes deux se trouvent le long des berges de la rivière Vologda (au lieu-dit « Navoloke »).

## Histoire
L'histoire de la construction de l'édifice se trouve dans l'ouvrage consacré à la narration de la vie de Dimitri de Prilouki. Le maître du lieu de la maison dans laquelle Dimitri Priloutski passa l'été 1371 (selon d'autres sources l'été 1378), immortalise la construction d'une chapelle en bois contiguë à sa maison. Au XVe siècle, une église en bois vient remplacer la chapelle. En 1612, cette église est détruite dans un incendie . Elle sera remplacée par une église en pierre.
La plus ancienne mention de l'existence de cette église se trouve dans le livre des dépenses de l'année 1618 de la Cour de l'Archevêque (Vologda). Au début du XVIIe siècle, est construite dans le complexe de l'église Prilouki, une seconde église en l'honneur des princes de Iaroslavl, Fiodor le Noir, David Fiodorovitch et Constantin Oulemets. Elle est reprise dans les registres du cadastre de 1627 de Vologda,.
La description de l'église est donnée dans le livre d'inventaire de Vologda de l'année 1646, comme suit : «L'église du prépodobny Dimitri Priloutski thaumaturge est en pierre et est surmontée de cinq coupoles. L'autre église en l'honneur du prince Fiodor le Noir (1240-1299) et de ses fils David et Constantin suit le plan traditionnel russe de la kletski khram ».
En 1651, les architectes de Iaroslavl,  Boris Nazarov et Pancrace Timofeïev, dirigent la construction de l'église non chauffée. Il semble que ce soit le premier édifice en pierre édifié après la cathédrale Sainte-Sophie de Vologda (1568—1570),,.
On suppose que dans les années 1710—1711 une chapelle a été ajoutée du côté nord de l'église et dédiée à saint Théodore et à ses enfants David et Constantin, tandis que du côté ouest un clocher est ajouté. Le maître-autel est dédié à la fête de la Toussaint. En 1781 (selon certaines sources en 1779), grâce aux dons du marchand Maxime Rybnikov une paperte est ajoutée au mur ouest, ainsi qu'une chapelle dédiée à Maxime le Confesseur, une sacristie et un escalier.

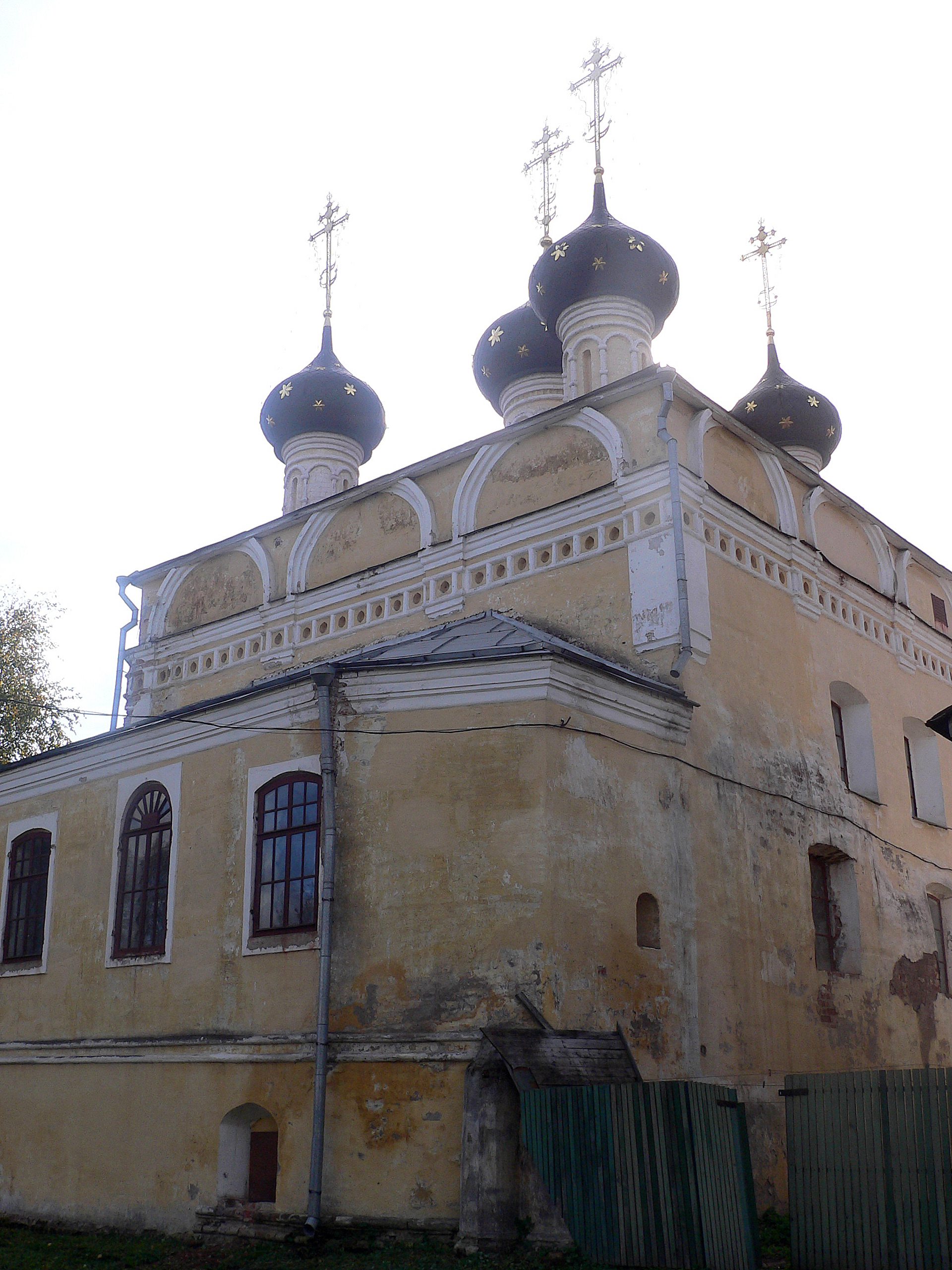
Abside de l'église Saint-Dimitri-Prilouki.

En 1930, à l'époque soviétique, l'église est fermée et sert de dépôt de marchandises. En 1999, elle est rouverte aux croyants et au culte pour le Monastère Spasso-Priloutsky.

## Architecture
L'église froide se présente comme un édifice à quatre piliers et cinq dômes posés sur un podklet. Elle est surmontée par de petites coupoles espacées entre elles. Les façades sont décorées de lésènes aux quatre coins, d'une ceinture de chirinkas, de zakomars et d'arcatures sur les tambours des bulbes. Son architecture est proche de celle des églises de l'école de Iaroslavl du milieu du XVIIe siècle, à l'exception du fait qu'elle ne dispose pas de goulbichtché. L'église chauffée de la Dormition est de forme rectangulaire allongée, typique des églises du nord. L'édifice a conservé sa structure initiale à deux coupoles et deux absides. La façade est garnie de pilastres et de corniches posées au dessus de la frise composée de chirinkas.

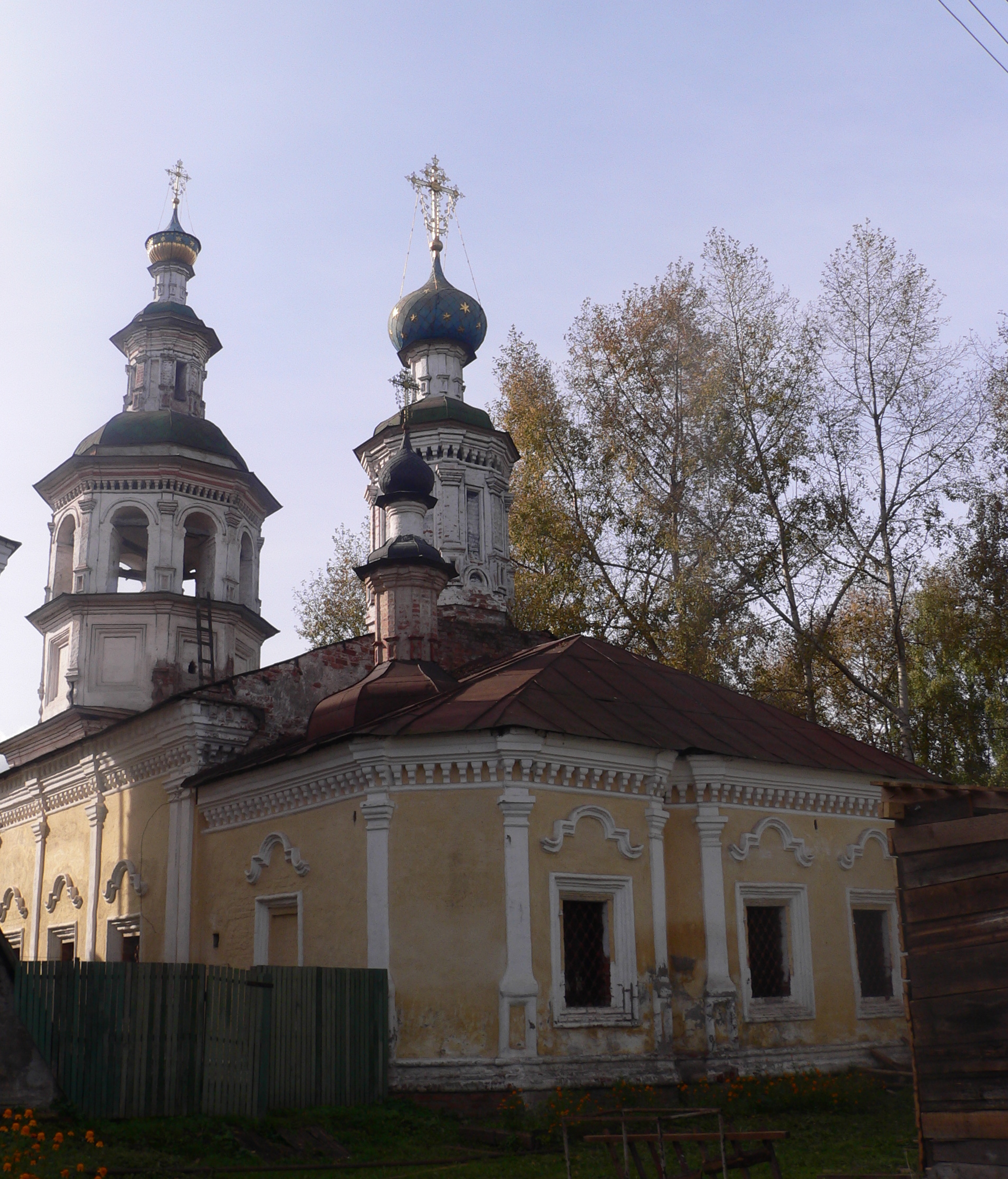
Abside de l'église de la Dormition.

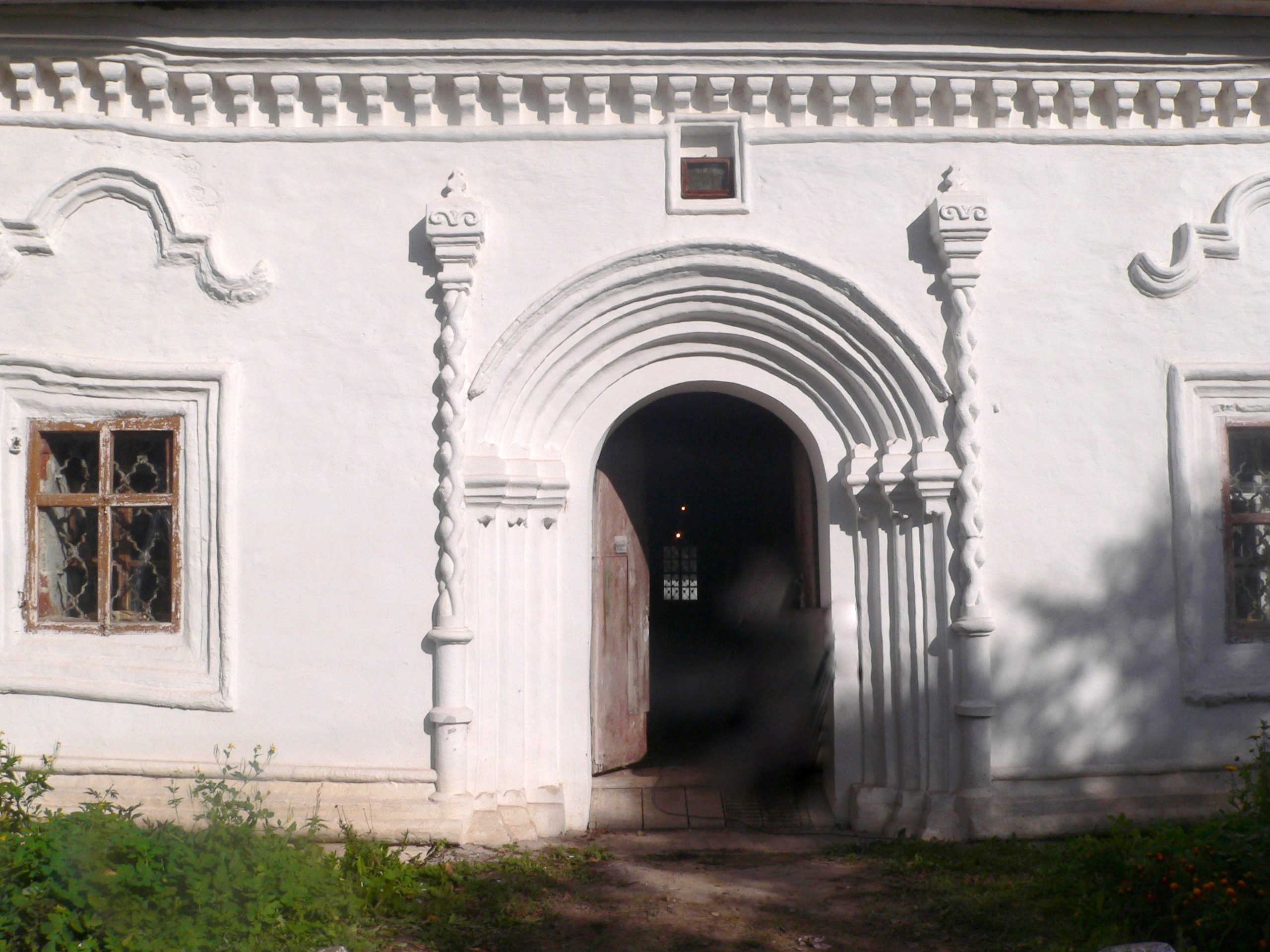
Portail de l'église de la Dormition.

Le clocher est adjacent à l'église chauffée sur son côté ouest. Il est posé sur le paperte sous une forme carrée surmontée ensuite de deux niveaux de forme octogonale posés l'un au dessus de l' autre. Le tout est surmonté d'un dôme, puis d'un tambour surmonté encore d'un dôme plus petit. La décoration est typique du premier tiers du XVIIIe siècle, avec ses corniches sur frises denticulées, ses fenêtres surmontées de linteaux chantournés, ses pilastres. Par contre, son portail et les grands chirinkas sous le niveau des cloches font davantage penser à l'architecture plus ancienne.

## Fresques murales
L'église non chauffée Saint-Dimitri-Prilouki est décorée de fresques en 1721. Les sujets choisis proviennent de la bible du graveur hollandais Claes Jansz Visscher (latinisé en : Nicolas Joannes Piscator) et sont réalisés en style baroque. L'artel qui a réalisé la peinture était probablement dirigé par Fiodor Fiodorov ou Fiodor Ignatiev, qui ont réalisé également la peinture de l' église de l'Épiphanie de Iaroslavl. Les sujets proviennent de l'Ancien et du Nouveau Testament. Mais il existe aussi des scènes provenant des jitié de Dimitri de Prilouki. Certaines fresques se distinguent du style de Iaroslavl, telle que celle du «Jugement dernier» sur le mur ouest. Également des détails nouveaux apparaissent, tels que les serpents qui sortent de la bouche de la Bête de l'Apocalypse, le thème de Judas Iscariote. La gamme chromatique utilisée diffère, elle aussi, de celle des églises de Iaroslavl.
Les sujets représentés sur les peintures du dôme et des voûtes reprennent ceux de l'église Saint-Jean Baptiste de Rochtchene (ru). Par contre on voit apparaître des sujets nouveaux tels que «Suzanne et les vieillards», le «Procès de Jésus» . Le style des peintures est expressif, fait ressortir la stature des personnages et relève du style baroque. Mais le réalisme est également présent dans les images de paysages et de bâtiments.
|  |  |  |  |  |  |  |  |  |

## Iconostase et icônes

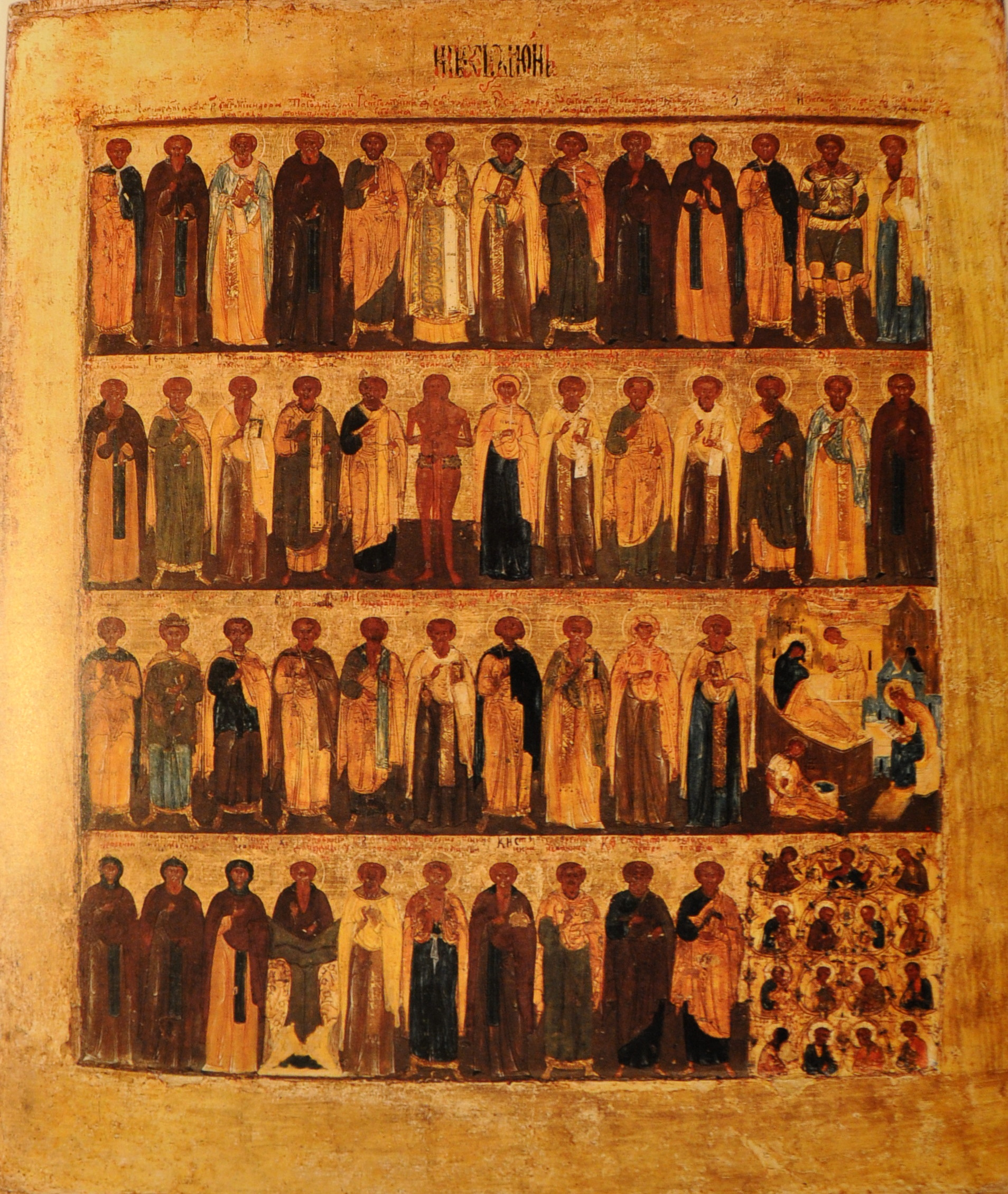
Icône menaion de la fin du XVIe siècle.

L'église Saknt-Dimitri-de-Prilouki a conservé également son iconostase de style baroque. Georges Loukomski, le critique d'art de Vologda du XXe siècle, avait déjà remarqué la délicatesse de ses sculptures et la pureté de ses formes.
On trouve aussi dans l'église onze menaions de la fin du XVIe siècle qui n'ont pas d'équivalent par le nombre de saints représentés et la perfection de l'art de leurs auteurs dont ils témoignent.
L'iconostase de la chapelle de Maxime le Confesseur a été réalisée par un des plus grands peintres d'icônes du XVIIIe siècle Alexis Vassiliev Kolmogorov de Veliki Oustioug (vers 1743-1780). C'est dans les icônes réalisées pour l'église Saint-Dimitri-Prilouki que son talent se révèle le mieux. Les industriels et commerçants enrichis par le sel exploité au nord de Vologda sont les ktitors de l'église.
L'icône du XVIIIe siècle représentant les « Princes thaumaturges de Iaroslavl, Théodore, David et Constantin ainsi que le prépodobny saint Maxime le confesseur » se trouve aujourd'hui exposée au Musée-réserve de l'État d'art et d'architecture de Vologda,.
|                                                                                      |  | |  |                                                                              |  |                                                                                              |
| Sainte Catherine martyre. Musée-réserve de l'État d'art et d'architecture de Vologda |  | L'archange Michel foulant Satan des pieds. Musée-réserve de l'État d'art et d'architecture de Vologda |  | Les myrrhophores. Musée-réserve de l'État d'art et d'architecture de Vologda |  | Décapitation de Sainte Catherine. Musée-réserve de l'État d'art et d'architecture de Vologda |